# The Girl Who Talked to Dolphins
The Girl Who Talked to Dolphins ist ein britischer Dokumentarfilm aus dem Jahr 2014 von Christopher Riley für die BBC. Inhalt ist ein Forschungs-Experiment aus den 1960er Jahren, bei dem Delfinen zur Kommunikation mit Menschen die englische Sprache beigebracht werden sollte. Der Film zeigt original Filmaufnahmen, Tonaufnahmen und Fotos aus der Zeit, sowie einige nachgestellte Szenen, welche den Tonaufnahmen unterlegt sind.

## Inhalt
Die Spezies Mensch hat den Drang sich mit anderen auszutauschen, nicht nur untereinander, sondern auch mit anderen Lebensformen. Bereits in den frühen 1920er Jahren wurde experimentiert, mit Menschenaffen zu kommunizieren. Bis in die 1950er Jahre gab es jedoch keine Fortschritte und die Experimente auf dem Gebiet erlahmten. Ein Forscher wollte jedoch nicht aufgeben: John Lilly. Lilly war ein Neurophysiologe vom California Institute of Technology, der während des Zweiten Weltkriegs für das US-Militär Untersuchungen an Piloten auf dem Gebiet der Luftfahrt-Physiologie durchführte und sich später auch Tieren zuwandte. Ende der 1950er Jahre war Lilly ein angesehener Hirnforscher für das National Institute of Mental Health. Ein wichtiges Gebiet seiner Forschung war, wie man vom Gehirn der Tiere etwas über das Gehirn der Menschen lernen könnte. Am meisten fasziniert war er vom Gehirn von Delfinen, das sogar größer ist als das menschliche Gehirn. Zugang zu den Tieren fand er schließlich in den Marine Studios in Florida, der ersten Institution, welche diese Tiere in Gefangenschaft hielt. Dort beginnt er mit Experimenten an Delfinen und zeichnete deren Reaktionen auf.
1957 entdeckte seine Frau Mary zufällig, dass ein Delfin die Stimmen von John und seiner Assistentin imitierte. Lilly glaubte, seine menschlichen Stimmen nachahmenden Delfine würden die Kommunikation mit Tieren revolutionieren und die ersten Tiere darstellen, die aktiv mit dem Menschen Kontakt aufnehmen würden. 1961 veröffentlichte er das Buch Man and dolphin über seine Erkenntnisse. Seine darin geäußerte These, der Mensch würde innerhalb von ein oder zwei Jahrzehnten mit einer anderen Spezies kommunizieren können, stellte er unter anderen in der Talkshow von Jack Paar vor, womit er landesweit bekannt wurde.
Anfang der 1960er Jahre waren die USA inmitten eines Rennens um die Beherrschung des Weltraums und Lillys Arbeiten fanden Anklang bei der aufkommenden Suche nach außerirdischen Lebensformen. Frank Drake, der Gründer des SETI-Instituts, das mit Radioteleskopen nach Signalen von intelligentem außerirdischem Leben suchte, hatte Lillys Buch gelesen und war beeindruckt von seiner Arbeit. Die Herausforderung mit außerirdischen Lebewesen zu kommunizieren ähnelte auch dem Ziel von Lilly mit einer anderen Spezies zu sprechen. Da das Weltraum-Programm der NASA finanziell sehr üppig ausgestattet war, erkannte Lilly hier eine Gelegenheit weitere Forschungen finanziert zu bekommen. Er stellte der Weltraum-Organisation eine überzeugende Präsentation vor, nach der sie Forschung an einem „Modell-Organismus“ wie einem Delfin benötigten, um für mögliche Begegnungen mit außerirdischen Lebewesen gewappnet zu sein. Daraufhin erhielt Lilly von der NASA finanzielle Unterstützung, ebenso von anderen staatlichen Organisationen wie der US-Navy.
Mit dieser Unterstützung ließ sich Lilly 1961 ein Labor nach seinen Wünschen bauen. Auf den Amerikanischen Jungferninseln rund 1.000 Meilen vom amerikanischen Festland entfernt ließ er sich an einem abgelegenen Strand der Insel Saint Thomas ein weißes Beton-Haus, mit vom Meerwasser umspülten Becken für die Tiere, errichten. Dies wurde später oft das Delfin-Haus (dolphin house) genannt. Lilly heuerte 1962 den Tierarzt Andy Williamson an und 1963 den Anthropologen Gregory Bateson, einen angesehenen Experten für Verhaltensforschung, der Direktor der Einrichtung wurde. Im Gegensatz zu Lilly war dessen Hauptinteresse nicht die Kommunikation zwischen Tier und Mensch, sondern von Tier zu Tier. Bateson zog mit seiner Frau Lois und seinem Stiefsohn Eric auf die Insel.
1964 suchte eine 22-jährige neugierige Studienabbrecherin, Margaret Howe, das abgelegene Delfin-Haus auf, die sich auch nicht von den Verbotsschildern rund um das Haus zurückhalten ließ. Von ihrem Auftreten und ihrer Beobachtungsgabe beeindruckt, erlaubte man ihr nach einer kurzen Testphase, das Haus regelmäßig zu besuchen. Sie hatten drei Tümmler im Haus, die aus den Marine Studios stammten und zuvor in der Fernsehserie Flipper mitgespielten: Die älteren weiblichen Tiere Sissy und Pamela und das männliche Jungtier Peter. Im Februar 1964 war das Labor schließlich voll einsatzbereit. Weil Lilly oft unterwegs war, übertrug er Margaret die Aufgabe des Kommunikationstrainings. Da die weiblichen Tiere zuvor bereits mit menschlichen Lauten trainiert wurden, konzentrierte sie sich auf die Arbeit mit Peter.
Margaret erkannte, dass es nicht hilfreich für ihre Arbeit war, wenn sie jeden Tag in ihre Wohnungen fahren und die Tiere hier alleine zurücklassen würden. Sie schlug vor, dass sie 24 Stunden am Tag im Delfin-Haus mit den Tieren zusammenleben würde. Dazu sollten alle Räume wasserdicht verputzt und geflutet werden, sodass das Wasser mindestens knietief in den Räumen stehen würde, auch auf dem Balkon und im oberen Stockwerk. Dort sollte Peter über einen Aufzug gelangen und sechs Tage die Woche mit Margaret hausen, die auf der Aufzug-Plattform schlief und ihre Arbeit auf einem von der Decke hängenden Tisch über dem Wasser erledigte. Einen Tag in der Woche sollte das Tier zusammen mit den beiden weiblichen Tümmlern verbringen, die sich nur im unteren Bereich aufhielten.
Margaret versuchte Peter wie einem kleinen Kind das Sprechen beizubringen. Das Tier kopierte ihre Laute mit großem Ehrgeiz und konnte ihren Tonfall sehr gut nachahmen. Die Artikulation war jedoch ein Problem, vor allem aufgrund der anatomischen Einschränkungen, Töne (abseits von Pfeif- und Klicklauten) ohne Stimmbänder nur über das Blasloch erzeugen zu müssen. Um das Tier bei der Artikulation zu unterstützen, war Margaret sehr kreativ: Damit das Tier besser erkennen konnte, wie sie ihre Lippen formt und das Tier dies mit dem Blasloch nachahmen konnte, malte sie ihre untere Gesichtshälfte weiß und ihre Lippen schwarz an.
Die Arbeit machte Fortschritte, doch die NASA wollte wissen, ob die Forschung Ergebnisse für ihre Ziele mit außerirdischen Lebensformen bringen würde. Drake schickte im Sommer 1965 den jungen Astronomen Carl Sagan. Der erkannte, dass man noch sehr weit davon entfernt wäre, Tieren Sprache beizubringen und schlug wie auch Bateson und Drake vor, sich lieber auf die Erforschung der Kommunikation von Tier zu Tier zu konzentrieren. Lilly ordnete Margaret jedoch an, mit ihrer Arbeit zwischen Mensch und Tier fortzufahren.
Mitte der 1960er Jahre wurde gerade die bewusstseinsverändernde Droge LSD populär, die zu dieser Zeit legal und frei erhältlich war. Lilly kam damit erstmals in Los Angeles über Constance Dowling in Kontakt, der Frau des Flipper-Produzenten Ivan Tors, der auch Lillys Arbeit finanziell unterstützte. Der Gehirnforscher Lilly war fasziniert und begeistert wie das menschliche Gehirn auf die Droge reagierte und dass man dadurch oft auch eine Psychotherapie unterstützen konnte. Er experimentierte mit LSD auch an sich selbst, um die Wirkung auf das Gehirn besser erforschen zu können. Er erhoffte sich einen Durchbruch bei der Kommunikations-Forschung, indem er den Tümmlern LSD verabreichen würde. Margaret war jedoch strikt dagegen.
Wie jedes Lebewesen hatte auch der Tümmler Peter einen natürlichen Sexualtrieb. Den versuchte er manchmal abzureagieren, indem er sich an Margaret rieb. Als er zu aufdringlich und ungestüm wurde, schickte man ihn für einen Tag in den unteren Bereich zu den beiden weiblichen Tümmlern. Da dies die Forschungsarbeit unterbrach und sein Trieb mit der Zeit auch nicht nachließ, sondern häufiger wurde, löste Margaret das Problem auf pragmatische Weise selbst und befriedigte den Tümmler mit der Hand, um danach wieder weiterarbeiten zu können.
Bateson war der Meinung, dass man in die Leistungen des Tümmlers zu viel aus menschlicher Sicht hineininterpretieren würde. Das Tier würde lediglich die Töne der Trainer nachahmen und inhaltlich nicht verstehen, was er da wiedergibt. Die Fähigkeit der Tümmler dem Menschen zuzuhören und seine Töne nachzumachen, würde noch lange nicht reichen, um den Tieren die englische Sprache beizubringen.
Auch die Geldgeber wurden kritischer und als es keine neuen Erfolgsmeldungen gab, drohte die Finanzierung und das gesamte Projekt 1965 zusammenzubrechen. Verzweifelt auf der Suche nach neuen Ergebnissen, drängte er nun auf Tests mit LSD. Margaret konnte nur erreichen, dass Peter verschont wird, Sissy und Pamela aber wurden 200 Mikrogramm LSD injiziert. Lillys Erwartungen wurden jedoch nicht erfüllt, die Tiere reagierten überhaupt nicht auf die Droge. Um irgendeine Reaktion zu erhalten, nahm er sogar einen Presslufthammer, mit dem er den Boden um das Haus erbeben ließ. Doch auch das führte zu nichts.
Nach dieser Episode verließ Gregory Bateson das Projekt, womit auch die finanzielle Unterstützung beendet wurde. Lilly betrieb das Delfin-Haus alleine weiter. Bis zum Sommer 1966 hatte er deswegen hohe Schulden angehäuft und so musste es schließlich endgültig stillgelegt werden.
Im Oktober 1966 ließ Lilly die Tümmler in sein privates Labor in der Umgebung von Miami fliegen. Die Tümmler kamen gesund an, in den dortigen Labors hatten sie jedoch wenig Sonnenlicht und enge Wasserbecken. Einige Wochen später erhielt Margaret von Lilly einen Anruf, in dem er ihr mitteilen musste, dass Peter Selbstmord begangen hatte. Ric O’Barry hält diese vom Menschen übernommene Bezeichnung durchaus für angebracht, da Peter durch einen „selbstverursachten Atemstillstand“ starb. Tümmler haben keine Spontanatmung wie der Mensch, müssen also jeden Atemzug bewusst steuern. Peter hatte sich demnach auf den Boden des Beckens sinken lassen und das Atmen eingestellt. Tierarzt Williamson geht davon aus, dass das Tier vor allem die Trennung von Margaret nicht verkraften konnte.
Als die Arbeit im Delfin-Haus Jahre später in der Öffentlichkeit bekannt wurde, war es nicht die Kommunikations-Forschung, welche die Menschen interessierte und auch die Drogen-Experimente mit LSD waren nicht die Hauptschlagzeile, stattdessen empörte man sich über den vermeintlichen „Delfin-Sex“ von Margaret. Im Juli 1978 erschien im Männermagazin Hustler ein reißerischer Artikel unter dem Titel Interspecies Sex: Humans and Dolphins und von anderen hörte sie, dass man ihre Arbeit mit Peter als „Das schlimmste Experiment der Welt“ bezeichnen würde.
Lilly änderte in späteren Jahren seine Meinung zu seinen eigenen Experimenten und sah diese sehr selbstkritisch, da er nun auch die Tiere aufgrund ihrer hohen Intelligenz anders sah. Er erklärte öffentlich: „Ich hatte kein Recht sie zu beschränken, einzusperren und an ihnen zu arbeiten. Mein einziges Recht wäre gewesen, mit ihnen zu arbeiten, in ihrem natürlichen Lebensraum, in ihrem natürlichen Zustand.“ Mitte der 1980er Jahre begann Lilly unermüdlich gegen die Gefangenhaltung von Delfinen zu kämpfen. Aufgrund der öffentlichen Aufmerksamkeit wurden in der Folge in den 1980er Jahren auch einige Punkte im Marine Mammal Protection Act ergänzt.
John Lilly starb 2001 im Alter von 86 Jahren nach kurzer Krankheit im Krankenhaus von Los Angeles. Margaret Howe blieb auf Saint Thomas und bewohnte noch weitere 10 Jahre das Delfin-Haus. Sie heiratete den Fotografen des Projekts, John Lovatt, und bekam mit ihm drei Töchter. Das Delfin-Haus ist inzwischen eine leerstehende Ruine.

## Hintergrund
- Die Uraufführung fand am 11. Juni 2014 auf dem Sheffield Documentary Festival statt, die TV-Erstausstrahlung erfolgte am 19. Juni 2014 auf BBC Four.[1]
- Von den Kommunikations-Experimenten sind über 3.000 Tonbänder erhalten, welche sich im Besitz der Stanford University befinden. Bevor Christopher Riley die Bänder für den Film auswertete, hatte sich in den rund 50 Jahren zuvor niemand für die Bänder interessiert. Die Bänder würden auch belegen, wie schnell die Tümmler lernten, Margarets Stimme nachzuahmen.[2]